# 金城綾
金城 綾（かねしろ あや）は、沖縄県出身のシンガーソングライターであり、ラジオパーソナリティ・ラジオDJなどの活動を九州を中心に行っている。
しかし担当していたラジオ番組終了とともに公式ブログが閉鎖され、新曲が出ていないなど目だった活動を行っていない。

## 来歴
2006年4月よりCROSS FMにて金城綾のまだ恋は続いているのがスタート。
2007年9月末の放送で事実上の出演終了（現在は過去に放送されたものや曲で構成されている。）

## 人物
- 彼女がDJを務めるCROSS FMの番組では毎回のようにリスナーから送られてくる恋愛相談を彼女の体験談を交えながら相談にのっていくのが特徴。
- CROSS FMやFM OSAKAなどでDJやディレクターをしている、モーリーとは事務所がらみの先輩・後輩であるためモーリーがDJを務める番組では彼女の曲が流れることが多い。

## 過去発表した作品
※()内は発売日。
- まだ恋はつづいているの/どうしてそうなの (6月6日)

1. まだ恋はつづいているの/ Aya Kaneshiro
2. どうしてそうなの/ Aya Kaneshiro
3. まだ恋はつづいているの(インスト)/ Aya Kaneshiro
4. どうしてそうなの(インスト)/ Aya Kaneshiro

- このままでいたいの (9月27日)

1. このままでいたいの/ 金城綾
2. コイバナ/ 金城綾
3. わがままでいい/ 金城綾
4. このままでいたいの(instrumental)/ 金城綾
5. コイバナ(instrumental)/ 金城綾
6. わがままでいい(instrumental)/ 金城綾